# Åresjön
Åresjön er en sø beliggende i 372,40 meters højde over havet i Åredalen, Jämtlands län, Sverige, med Indalsälven som væsentligste tilløb og afløb. Søen er 6,4189 km² stor, har en 9,80 meter gennemsnitlig dybde og er 19,20 meter på sit dybeste sted. Europavej E14 og Mittbanan løber langs den nordlige søbred gennem Åre og nogle mindre bebyggede områder. Åre Skiområde ligger nord for søen, og Åreskutan og Renfjället knejser på hver sin side af dalen. Søen er frossen fra sent i november til tidligt i maj, hvilket gør den perfekt for skøjteløb.